# Taipingshan-Waldbahn
| Taipingshan-Waldbahn |                     |                         |                         |
| Streckenverlauf |                     |                         |                         |
| Streckenlänge: | 36,4 km             |                         |                         |
| Spurweite: | 762 mm (Schmalspur) |                         |                         |
| Maximale Neigung: | 30 ‰                |                         |                         |
| Minimaler Radius: | 15 m                |                         |                         |
| Streckengeschwindigkeit: | 15 km/h             |                         |                         |
| |                     |                         |                         |
| \| \| 0.0 \| Tuchang (土場) -1979 \| Tuchang (土場) -1979 \| \| \| 4.53 \| Renze (仁澤) \| Renze (仁澤) \| \| \| +0.845 \| Mittlere Station (中間) \| Mittlere Station (中間) \| \| \| +3.92 \| Lantai (蘭臺) -1979 \| Lantai (蘭臺) -1979 \| \| \| +0.988 \| Bailing (白嶺) -1979 \| Bailing (白嶺) -1979 \| \| \| +3.20 \| Baimi (白糸) -1978 \| Baimi (白糸) -1978 \| \| \| +0.946 \| Shangping (上平) \| Shangping (上平) \| \| \| +1.60 \| Taipingshan (太平山) \| Taipingshan (太平山) \| \| \| +5.60 \| Jianqing (見晴線) \| Jianqing (見晴線) \| \| \| \| Sanxing (三星線) \| \| \| \| +15.3 \| Zhongxinggang (中興崗) \| Zhongxinggang (中興崗) \| \| \| +20.9 \| Maoxing (茂興線) \| Maoxing (茂興線) \| |                     |                         |                         |
| Haltepunkt / Haltestelle (Strecke außer Betrieb) | 0.0                 | Tuchang (土場) -1979    | Tuchang (土場) -1979    |
| Haltepunkt / Haltestelle (Strecke außer Betrieb) | 4.53                | Renze (仁澤)            | Renze (仁澤)            |
| Haltepunkt / Haltestelle (Strecke außer Betrieb) | +0.845              | Mittlere Station (中間) | Mittlere Station (中間) |
| Haltepunkt / Haltestelle (Strecke außer Betrieb) | +3.92               | Lantai (蘭臺) -1979     | Lantai (蘭臺) -1979     |
| Haltepunkt / Haltestelle (Strecke außer Betrieb) | +0.988              | Bailing (白嶺) -1979    | Bailing (白嶺) -1979    |
| Haltepunkt / Haltestelle (Strecke außer Betrieb) | +3.20               | Baimi (白糸) -1978      | Baimi (白糸) -1978      |
| Haltepunkt / Haltestelle (Strecke außer Betrieb) | +0.946              | Shangping (上平)        | Shangping (上平)        |
| Haltepunkt / Haltestelle (Strecke außer Betrieb) | +1.60               | Taipingshan (太平山)    | Taipingshan (太平山)    |
| Haltepunkt / Haltestelle Streckenanfang und quer (Strecke außer Betrieb) · Abzweig geradeaus, nach links und nach rechts (Strecke außer Betrieb) · Strecke von rechts (außer Betrieb) | +5.60               | Jianqing (見晴線)       | Jianqing (見晴線)       |
| Strecke von links (außer Betrieb) · Haltepunkt / Haltestelle quer (Strecke außer Betrieb) · Strecke nach rechts (außer Betrieb) · Strecke (außer Betrieb) |                     | Sanxing (三星線)        | Sanxing (三星線)        |
| Strecke (außer Betrieb) · Abzweig geradeaus, nach links und nach rechts (Strecke außer Betrieb) | +15.3               | Zhongxinggang (中興崗)  | Zhongxinggang (中興崗)  |
| Haltepunkt / Haltestelle Streckenende (Strecke außer Betrieb) · Strecke (außer Betrieb) | +20.9               | Maoxing (茂興線)        | Maoxing (茂興線)        |

Die Taipingshan-Waldbahn (chinesisch 太平山森林鐵路 / 太平山森林铁路, Pinyin Tàipíngshān Sēnlín Tiělù, englisch Taiping Mountain Forest Railway oder umgangssprachlich Bong Bong Train) war eine 36,2 km lange Schmalspur-Waldbahn mit einer Spurweite von 762 mm (2 Fuß 6 Zoll) im Landkreis Yilan in Taiwan, von der heute, falls überhaupt, nur noch die Maosing-Strecke als Museumsbahn genutzt wird. Sie ist allerdings vorübergehend außer Betrieb.

## Geschichte
Die Taipingshan-Waldbahn wurde 1920 in Betrieb genommen und 1924 mit der Luodong-Waldbahn verbunden. Da seit 1979 kein planmäßiger Personenverkehr mehr angeboten wird, wissen viele Leute nicht, dass es auf dem Taipingshan eine Eisenbahn gab. Seit die gewerbliche Forstwirtschaft auf dem Taipingshan eingestellt wurde, verwandelt er sich in ein Gebiet für Tourismus. Auf einem kurzen Streckenabschnitt gab es eine Touristenbahn. Im Jahr 2012 wurde sie aufgrund der Beschädigungen durch einen Taifun außer Betrieb genommen.
Am 19. September 2018 wurde die Operation offiziell auf einem 3 km langen Streckenabschnitt wieder aufgenommen. Acht Fahrten pro Tag sind zwischen den Stationen Tài Píng Shān-sho und Shigeru im 30-Minuten-Takt möglich. Jede Einwegfahrt dauert 20 Minuten.

## Maosing-Waldlehrpfad

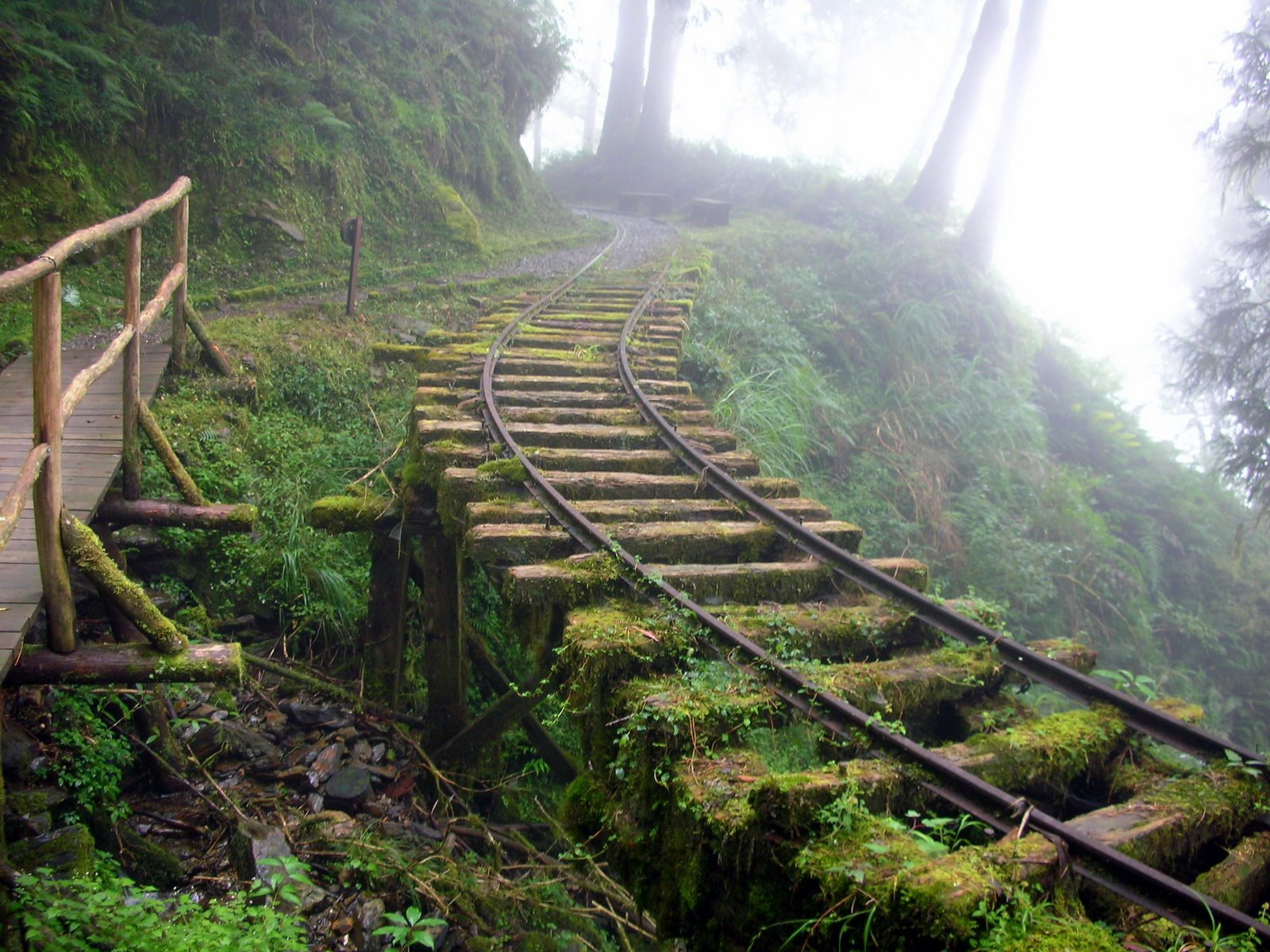
Waldlehrpfad

Der 1,5 km lange Maosing-Waldlehrpfad (茂興懷舊步道 / 茂兴怀旧步道,  Màoxīng Huáijiù Bùdào, englisch Maosing Reminiscent Trail) beginnt am Bahnsteig des Bahnhofs Maosing. Er verläuft in einer Höhe von 1870 Meter bis 1950 Meter über dem Meeresspiegel auf den außer Betrieb genommenen Gleisen der Waldbahn und hat daher nur eine mäßige Steigung. Entlang des Weges gibt es hochwertige touristische Einrichtungen und Informationstafeln für die Besucher, um die Geschichte, die natürlichen Ressourcen und die Geologie dieser historischen Trasse zu erklären.

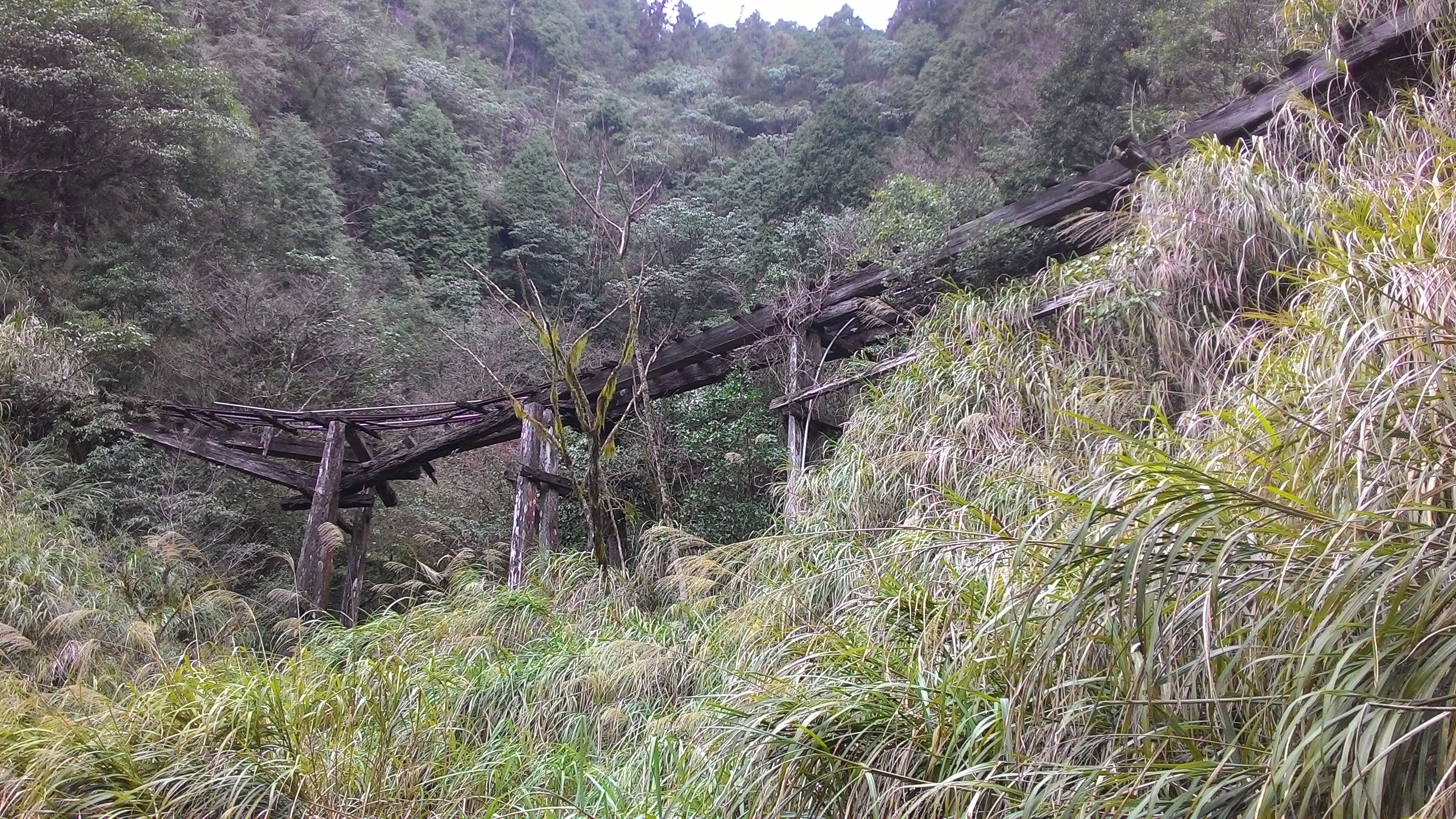
Überreste einer alten Holzbrücke

Der Waldlehrpfad stellt eine gelungene Kombination aus Kulturerbe und gefahrlosem Ökotourismus dar. Da die meisten Schwellen bereits verfault, die Gleise aber noch in gutem Zustand sind, beschlossen die Behörden, die Gleise zu erhalten und die Schwellen mit Schotter zu überdecken, um einen sicheren Wanderweg für die Besucher zu schaffen. Außerdem sind die meisten der alten Holzbrücken zerfallen oder so morsch, dass sie gründlich renoviert werden müssen. Infolgedessen wurden einige repariert und als Wanderweg genutzt, andere werden im verfallenen Zustand bewahrt und wieder andere wurden abgerissen und durch neue Hängebrücken ersetzt. Der Maosing-Waldlehrpfad ist durch das ausgeklügelte Konzept nicht nur ein sicherer, komfortabler Wanderweg, sondern nutzt auch dem Umweltschutz und dem Erhalt der alten Holzbrücken.

## Jiancing-Geschichtslehrpfad
Der Jiancing-Geschichtslehrpfad (見晴懷古步道 / 见晴怀古步道,  Jiànqíng Huáigǔ Bùdào, englisch Jiancing Historic Trail, irrtümlich auch als Jancing wiedergegeben) wurde auf einem Abschnitt der ehemaligen Jiancing-Waldbahn gebaut und hat eine Gesamtlänge von 2,35 km. Nach einem Erdrutsch sind davon jedoch nur noch 0,9 km für Besucher zugänglich. Die ehemalige Jiancing-Waldbahn ist etwa 5,5 km lang und bewahrt die natürliche Schönheit und das historische Erbe entlang der Eisenbahn. Die Bahngleise, Holztransportloren und Drehgestelle auf dem Weg erinnern an die einstige Holzwirtschaft.

## Fotos

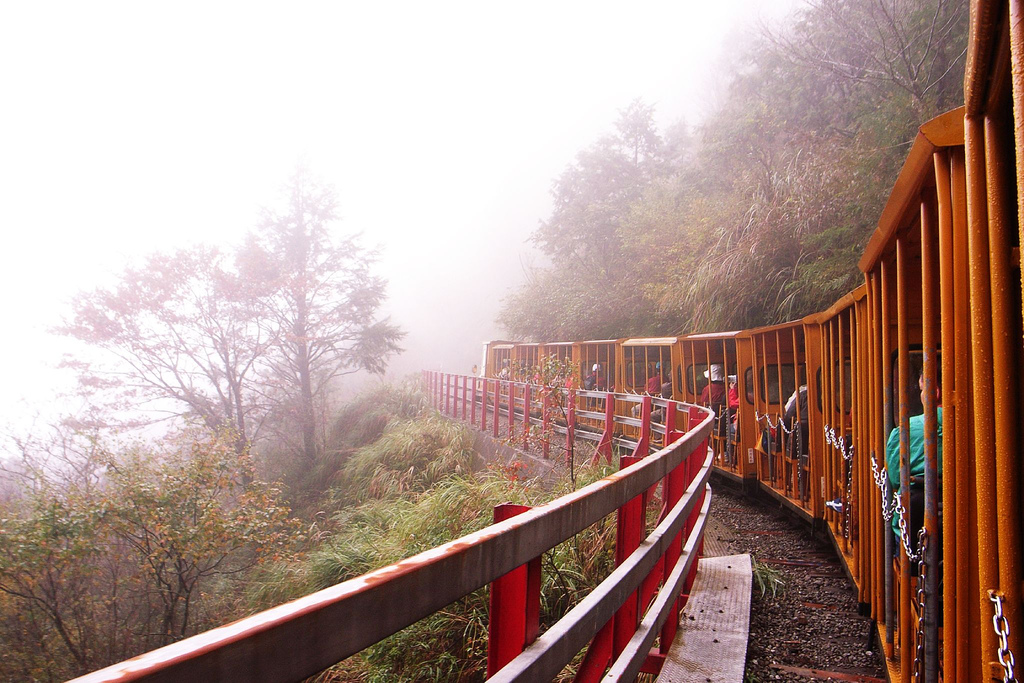
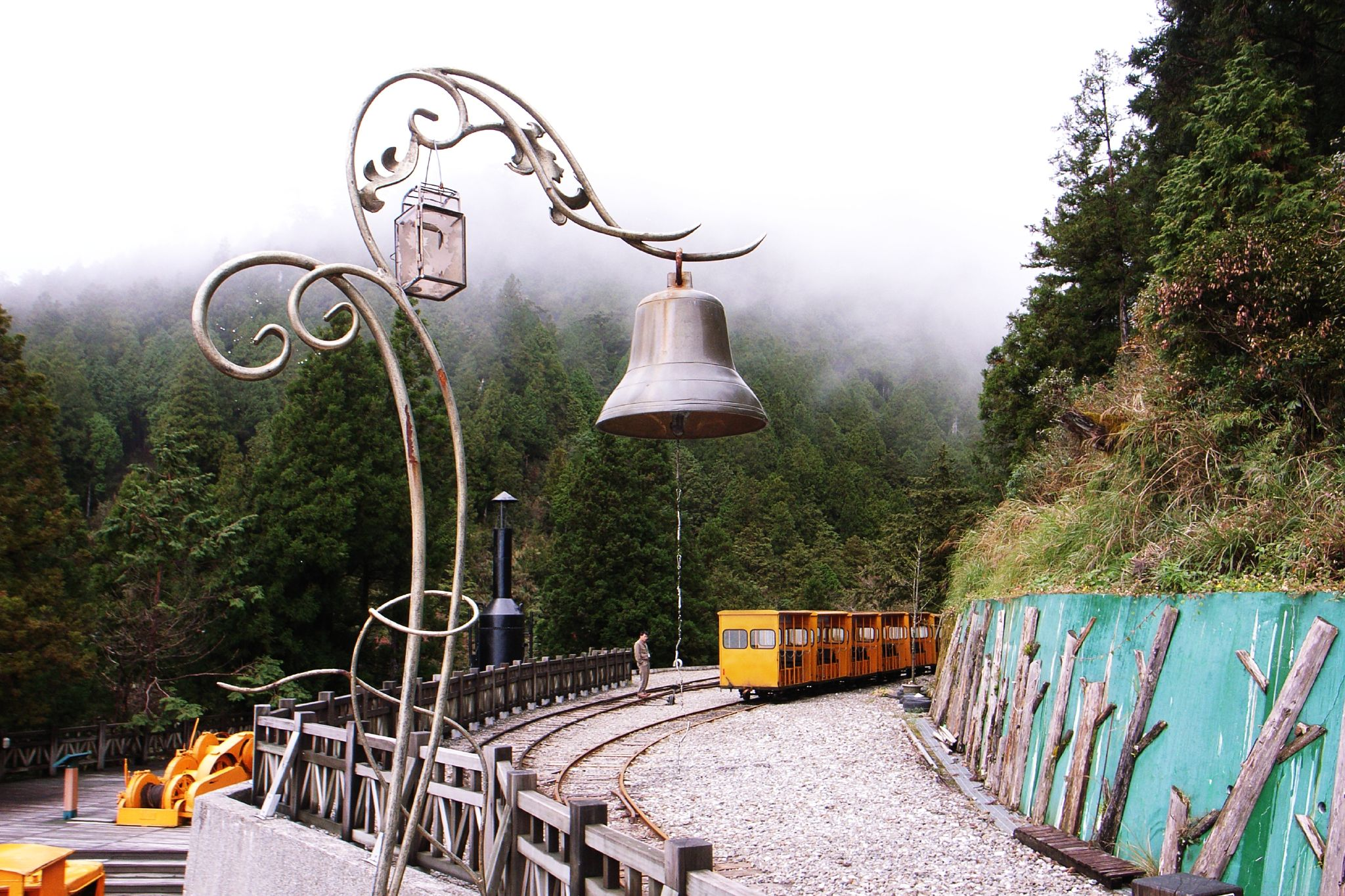
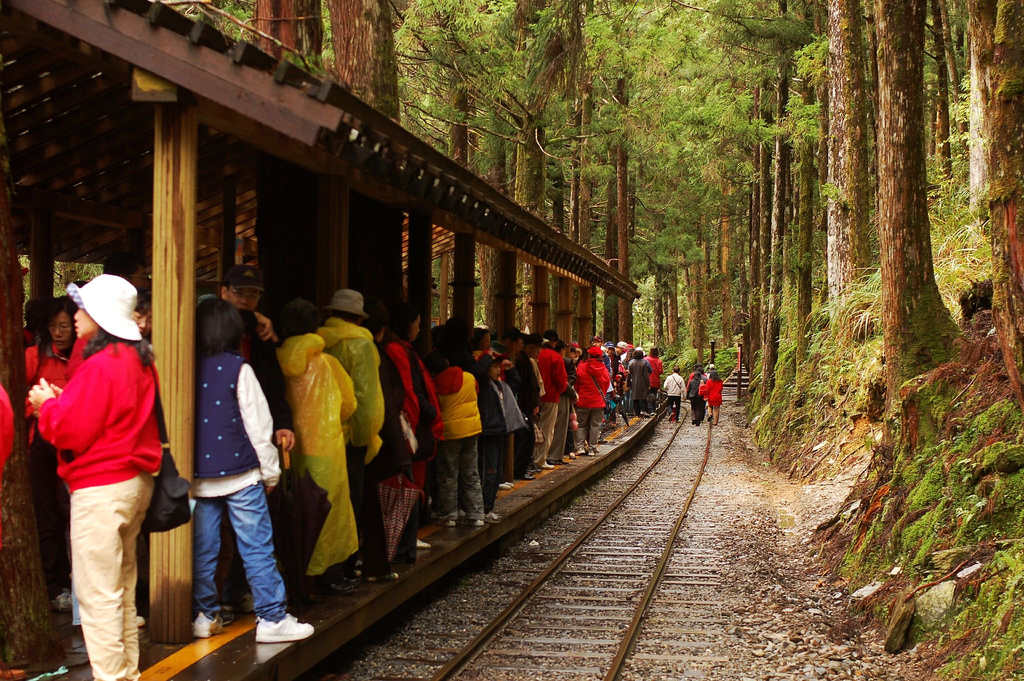
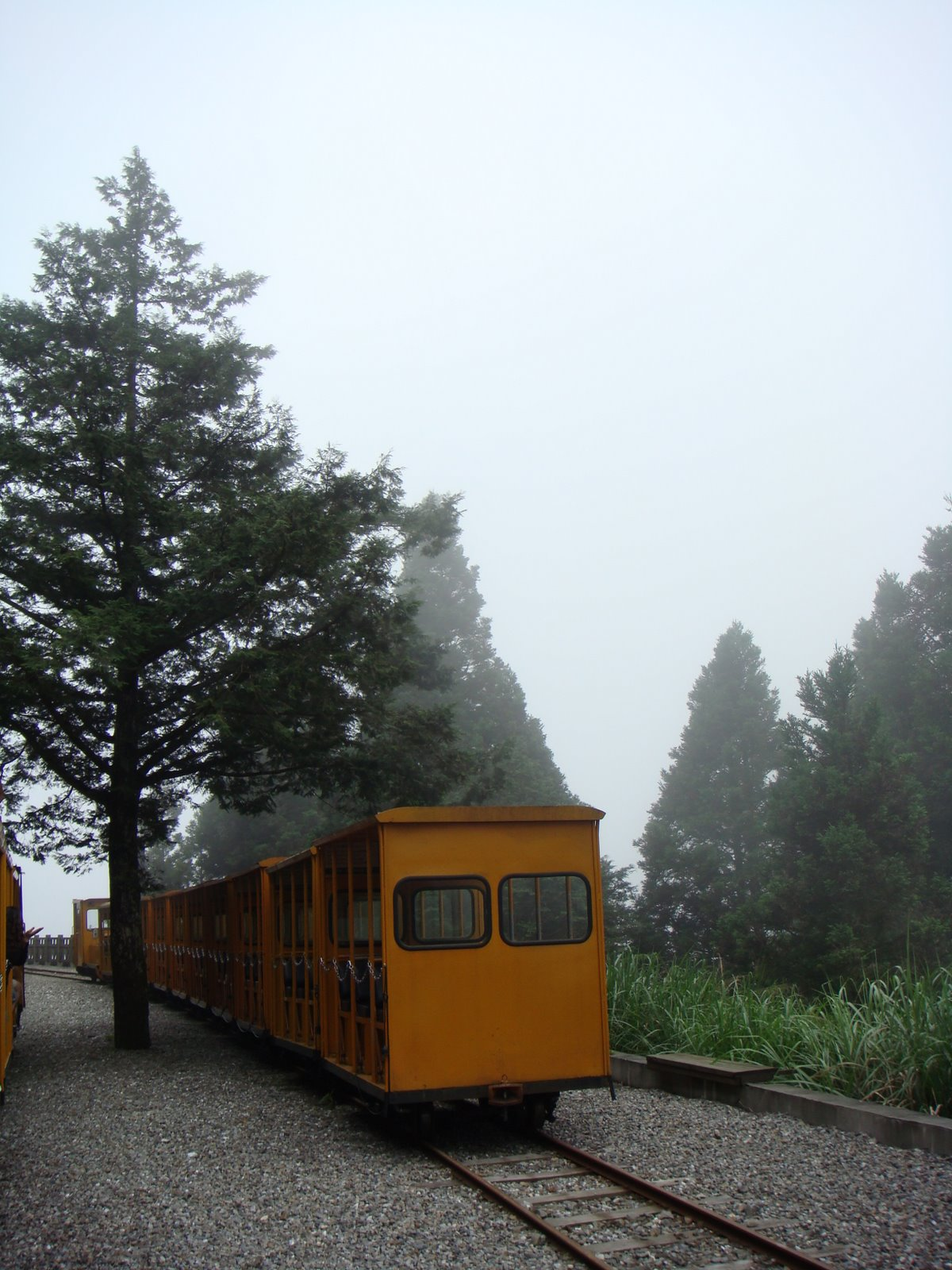
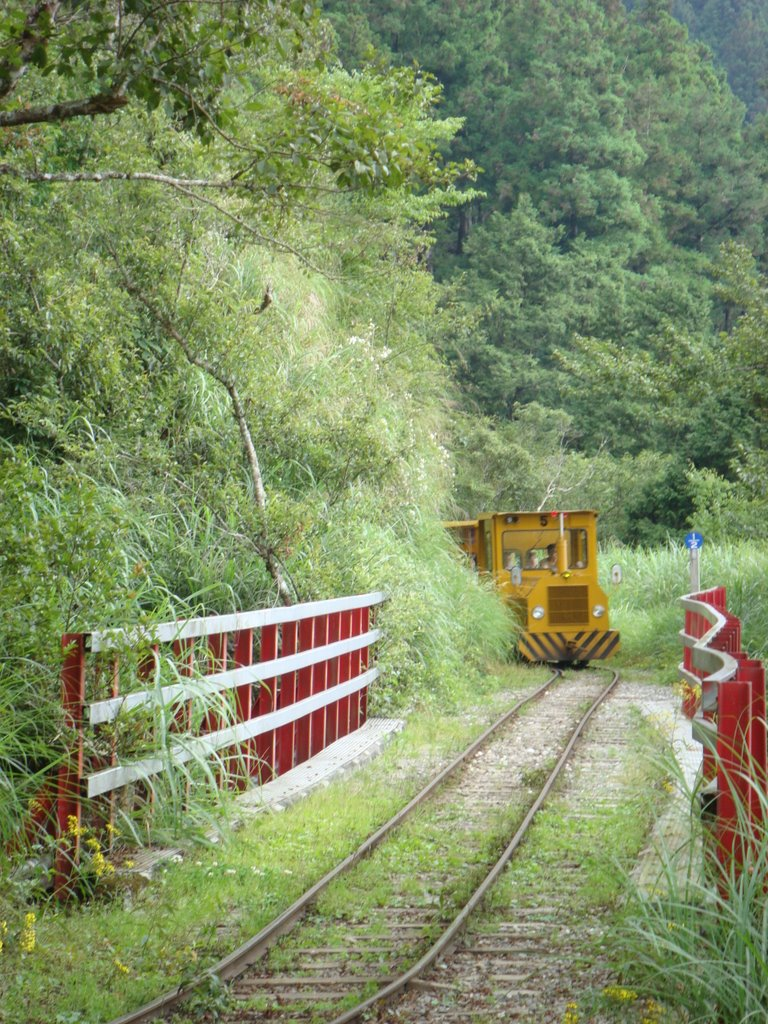

## Streckenabschnitte

### Alte Taipingshan-Bahn (舊太平山, Jiu Taipingshan)
Die alte Taipingshan-Bahn wurde abgebaut, und es sind nur noch wenige Informationen darüber verfügbar.

### Neue Taipingshan-Bahn (新太平山, Xin Taipingshan)
| Name der Strecke             | Von Bahnhof bis Bahnhof                                 | Entfernung | Maximale Neigung | Minimaler Radius | Brücken (Gesamtlänge) | Tunnel (Gesamtlänge) | Anzahl der Züge' |
| ---------------------------- | ------------------------------------------------------- | ---------- | ---------------- | ---------------- | --------------------- | -------------------- | ---------------- |
| Renze (仁澤線)               | Tuchang (土場) - Renze (仁澤)                           | 4,53 km    | 3 %              | 15 m             | 63 (1665 m)           | 2 (62 m)             | 3                |
| Lantai (蘭臺線)              | Mittlere Station (中間) - Lantai (蘭臺)                 | 3,92 km    | 2 %              | 15 m             | 62 (1635 m)           | 1 (47 m)             | 3                |
| Baimi (白糸線)               | Bailing (白嶺) - Baimi (白糸)                           | 3,20 km    | 2,5 %            | 15 m             | 16 (480 m)            | 0 (0 m)              | 3                |
| Taipingshan (太平山線)       | Shangping (上平) - Taipingshan (太平山)                 | 1,60 km    | 2,5 %            | 15 m             | 16 (480 m)            | 0 (0 m)              | 4                |
| Sanxing (三星線)             | Abzweigstelle Taipingshan (太平山分歧點) - Streckenende | 15,3 km    | 2,5 %            | 15 m             | 16 (480 m)            | 0 (0 m)              | 4                |
| Maoxing (Maosing) (茂興線)   | Abzweigstelle Taipingshan - Endstation                  | 20,9 km    | 2,5 %            |                  | 42                    | 0 (0 m)              | 3                |
| Jianqing (Jiancing) (見晴線) | Abzweigstelle Taipingshan - Endstation                  | 5,60 km    | 2 %              | 15 m             | 62 (1635 m)           | 0 (0 m)              |                  |

### Dayuanshan-Bahn (大元山)
| Name der Strecke                            | Von Bahnhof bis Bahnhof                                                              | Entfernung | Maximale Neigung | Minimaler Radius | Brücken (Gesamtlänge) | Tunnel (Gesamtlänge) | Züge |
| ------------------------------------------- | ------------------------------------------------------------------------------------ | ---------- | ---------------- | ---------------- | --------------------- | -------------------- | ---- |
| Dayuanshan (大元山線), Si gongli (四公里線) | Anbu-Seilbahn (鞍部索道), (Dayuan-Seilbahn) (大元索道) - Cuifeng-Seilbahn (翠峰索道) | 7,86 km    | 6,3 %            | 20 m             | 88 (570 m)            | 1                    |      |
| Cuifeng (翠峰線)                            | Cuifeng-Seilbahn (翠峰索道) - Wangyang-Berghang (望洋山腰)                           | 9,0 km     | 2,5 %            |                  | 97 (570 m)            | 0                    |      |
| Qingfeng (晴峰線)                           | Qingfeng-Seilbahn (晴峰索道) - Zhongxinggang (中興崗)                                | 5,1 km     | 2,0 %            |                  | 25                    | 0                    |      |
| Piya (埤ㄚ線)                               | Beginn der Piya-Seilbahn (埤ㄚ索道著點)                                              |            |                  |                  |                       |                      |      |